# Ньюди
Ньюди (итал. Gnudi), также мальфатти, — дамплинги, напоминающие ньокки. Готовятся из рикотты и манной крупы вместо картофельной муки, и в результате получается более лёгкое, «воздушное» блюдо, в отличие от более плотных ньокки. Ньюди — тосканское слово, означающее «обнажённые» (то же, что «nudi» в литературном итальянском языке). Это название отсылает к тому, что ньюди  представляют собой «равиоли в обнажённом виде», состоящие только из начинки без оболочки из теста.
Традиционно в Тоскане ньюди подают с растопленным сливочным маслом и соусом из шалфея, посыпав тёртым сыром сортов пармезан или пекорино тоскано.